# Лубоцкий, Александр Маркович
Александр Маркович Лубоцкий, известный также как Саша Лубоцкий (16 апреля 1956, Москва) — нидерландский лингвист и индолог, профессор (Лейденский университет).

## Биография
Александр Лубоцкий родился в Москве в семье музыканта Марка Лубоцкого. Учился на отделении структурной и прикладной лингвистики МГУ в 1973—1976 г., затем с 1976 г. — в Лейденском университете.
Защитил докторскую диссертацию по лингвистике в 1987 году на тему «Номинальное ударение в санскрите и праиндоевропейском языке» под руководством Роберта С. П. Бекеса.
С 1999 года — профессор сравнительной индоевропейской лингвистики в Лейденском университете. Он является главным редактором Лейденского «Индоевропейского этимологического словаря» и членом редакционной коллегии исследований издательства Koninklijke Brill по индоевропейским языкам и лингвистике. Лубоцкий исследует, среди прочих, гипотезу о субстрате в индоиранских языках, который он отождествляет с бактро-маргианской культурой и считает неиндоевропейским по происхождению.
Как индоевропеист, также исследует фригийский язык.